# Heartbeat (sång)
Heartbeat är den låt framförd av den irländska gruppen Can-linn tillsammans med sångerskan Kasey Smith. Låten representerade Irland i Eurovision Song Contest 2014 i Köpenhamn, Danmark, och tävlade i tävlingens andra semifinal den 8 maj där den inte lyckades ta sig till final.